# Born Villain
Born Villain («Природжений лиходій») — восьмий студійний альбом американського рок-гурту Marilyn Manson, виданий 25 квітня 2012 р. лейблами Cooking Vinyl та Hell, etc. Під час інтерв'ю фронтмен заявив, що платівка буде важчою за звучанням, ніж попередні дві роботи, описавши її як «суїцидальний дез-метал».
У жовтні 2010 р. Твіґґі сказав: «У нас є новий альбом [над яким ми працюємо]. Його майже завершено. Він напевно вийде наступного року. […] Я вважаю, що наразі це наша найкраща платівка. Я хочу сказати, всі завжди це говорять, але, на мою думку, поки що це наша найкраща робота… Це щось на зразок, більш панк-рокового Mechanical Animals, який не звучить занадто претензійно». Реліз став першим альбомом гурту на Cooking Vinyl та Hell, etc., власному лейблі Менсона.
Перший сингл «No Reflection» уперше з'явився на радіостанції KROQ Los Angeles 7 березня 2012 р. Як завантаження музики його випустили 13 березня, за місяць до релізу студійної платівки. 21 квітня 2012 р., у День музичної крамниці, обмежене видання (500 копій) на білому вінилі вийшло у Великій Британії та Європі. Режисером відеокліпу став Лукас Еттлін. Прем'єра відео відбулась 4 квітня 2012 на VEVO-каналі гурту на YouTube.
22 серпня 2012 р. на сайті інтернет-лейблу RCRD LBL для безкоштовного завантаження видали другий сингл «Slo-Mo-Tion». 21 серпня відбулась прем'єра відеокліпу. 28 вересня на сайті колективу та VEVO-каналі з'явився чорно-білий кліп «Hey, Cruel World...». Режисер: Тім Маттіа (на замовлення ARTV).

## Передісторія
Born Villain почали записувати у 2009 під час туру The High End of Low Tour. 3 грудня 2010 стало відомо, що шляхи гурту та лейблу Interscope Records розійшлися. Менсон зазначив: «Ми навіть почали записувати нові пісні під час турне, тож, я вважаю, що людям слід очікувати на новий альбом трохи раніше, ніж [вони думають]».
24 лютого 2011 барабанщик Джинджер Фіш повідомив, що він залишає гурт. Пізніше він став повноцінним учасником колективу Роба Зомбі, де також грає інший колишній учасник Marilyn Manson Джон 5. Клавішник Кріс Вренна став заміною Фіша. Проте згодом, зробивши свій внесок до запису платівки, він також покинув гурт, щоб сконцентруватися на інших проектах. Наразі барабанщиком є Джейсон Саттер, заміну клавішнику знайшли у 2013. 2 вересня 2011 стала відома офіційна назва платівки, Born Villain.

### Книга та фільм
«Природжений лиходій», короткометражний фільм, режисером якого є актор Шая Лабаф, став промо-трейлером альбому. У ньому можна почути пісню «Overneath the Path of Misery». Ідея зйомки з'явилася після того, як Менсон та Лабаф познайомилися на концерті The Kills. Актор, який «завжди захоплювався» співаком, запропонував стати режисером наступного кліпу гурту. Щоб переконати Менсона, Лабаф показав йому відео американських реперів Кіда Каді та Cage «Maniac», зрежисоване ним.
Менсон та Лабаф працювали над відео впродовж липня 2011 року. Фільм цитує багато «дуже напружених, графічних образів» з кількох джерел, зокрема фільм Алехандро Ходоровскі 1973 р. «Свята гора», короткометражний фільм Бунюеля й Далі 1929 р. «Андалузький пес», Шекспіра та теологію. Режисер пояснив: «Ми намагалися зробити менсонівський варіант „Андалузького пса“, моторошний „Макбет“ — свого роду, те чим все це й стало». Наступного місяця вебсайт фільму анонсував, що 28 серпня 2011 р. у театрі L.A. Silent Theater відбудеться прем'єрний показ відео.
Книга з фотографіями Campaign також стала частиною проекту. Видана Grassy Slope Entertainment, виробничою компанією Лабафа, книжка містить світлини Лос-Анджелеса, зроблені актором та його тодішньою дівчиною, Керолін Фо, під час нічного блукання містом разом з Менсоном. DVD з трейлером Born Villain також входить до комплекту книжки.
Лабаф та Фо нестандартно підійшли до реклами проекту, займаючись вандалізмом, розклеюючи афіші та постери по місту. Одночасно, книга стала приступною для попереднього замовлення. Вона слугувала перепусткою на автограф-сесію та приватний показ фільму 1 вересня 2011 у книгарні Hennessey & Ingalls, що у Голлівуді.

## Концепція
Під час березневого інтерв'ю 2012 року журналу Revolver фронтмен заявив, що альбом «насправді не звучить як жодна з моїх старих платівок. Вона звучить як те, що я слухав до того, як почав записуватися, (Killing Joke, Joy Division, Revolting Cocks, Bauhaus, The Birthday Party)… Вона дуже ритмічна. Дійсно дуже блюзова. Це перший альбом, на якому я повторюю віршовані рядки. Вдруге я просто співаю слова в іншій тональності. Я ніколи не робив цього раніше, бо у минулому я завжди вважав, що мені слід писати багато слів… Я думаю, це, напевно, буде моєю найґрандіознішою платівкою з усіх». «Під час запису [Born Villain] я відчував, ніби роблю перший альбом, бо я записував його з амбіціями, впевненістю та рішучістю вразити людей, які почули б його вперше», — говорить Менсон. «Усвідомлюючи, що можуть існувати люди, які ніколи не чули моєї музики, не будучи пихатим чи непоінформованим, щодо того чи чули вони її раніше».
У квітні 2012 р. під час інтерв'ю з Loudwire фронтмен сказав про альбом:
| Ліві лапки | Обмеження породжують бажання мати необхідність, рішучість або впевненість у собі, щоб боротися зі своєю проблемою. Це наче фільм про зомбі, наче бути у в'язниці, наче мати тільки один вибір — вижити. Ось чим є цей запис. Мені дали вибір. Коли я почав працювати над цим альбомом, я вирішив, що мені не подобається те, ким я був. Я не хотів бути таким, яким я звик бути. Я хотів бути таким, яким на мою думку маю бути — і це еволюція. Але вся розгадка в тому, що якщо ти стаєш бездіяльним, чимось, що не змінюється — в цьому немає нічого такого, що б надихало... Мені довелося повністю відкинути своє життя — переїхати до квартири з чорною підлогою та білими стінами, помістити свої речі до сховища й взяти тільки фільми, інструменти, котів та усвідомити: «Мені більше нічого не потрібно. Все, що мені потрібно — це заповнити чимось цю [кімнату]». Я намагаюся повернутися до початку. Я [спочатку] так не вважав, мені просто потрібно було усвідомити, що це і є життя. Мені потрібно було усвідомити, чого я хочу від життя. Я раптом зрозумів, що я був тим, хто сів і намалював свій перший флаєр. Я пішов у Кінко, видрукував їх, чіпляв їх на машини власноруч, у той час у мене ще не було пісень... Цей альбом я буду пам'ятати краще, ніж будь-який інший. Це не завжди щасливі спогади. Мають бути злети і падіння, інакше ти не артист... Якщо все погано — а це траплялося зі мною частіше, ніж злети — це не надихає. Тому я просто хотів зробити щось, що змусило б людей щось відчути. Я програвав альбом своїм друзям. Деякі з них ніколи не чули мою музику раніше, ніколи не любили її, якою б не була ситуація ... це все одно був виклик, а я люблю виклики. Я забув, наскільки я люблю виклики. | Праві лапки |

## Реліз та реклама

CMYK-логотип, оприлюднений 22 травня 2011 р., щоб передвістити 8-ий студійний альбом та нову еру.

Born Villain стала першою платівкою після закінчення дії контракту з Interscope Records наприкінці 2009 р. 22 травня 2011 р. сайт гурту повністю оновився й змінив дизайн. З'явився короткий 26-секундний уривок нової пісні «I Am Among No One (excerpt from an undisclosed song with an unreleased title)» (на альбомі композиція має назву «Hey, Cruel World…») та новий логотип, який передвіщав нову платівку та еру. Він складається з літери М, повторюваної 4 рази у спіральному малюнку, кожна з яких має довгий хвостик. На кінці двох з них присутній китайський триграф ☲ (離 лí) з Книги перемін. Читаючи його вздовж чи згори вниз, він формує гексаграму 30, «Сяйво». Походження знака сягає корінням символів птахів з довгим хвостом (павичів, фенікса). CMYK також примітна акровіршом, який написав Менсон у своєму журналі на своєму сайті, який складається зі слів «Christianity Manufactures Yesterdays Killers» (укр. Христянство породжує вчорашніх убивць). У червні 2011 лідер гурту з'явився у програмі Fleischer's Universe, яка транслюється на Ustream. Під час програми фронтмен заявив, що назву нового альбому оприлюднять упродовж тижня. Він також процитував слова з однієї нової пісні («Hey, Cruel World…»): «The center of the universe cannot exist without edges».
11 квітня 2012 на церемонії нагородження Revolver Golden Gods Awards гурт виконав наживо кілька пісень. Треки «Sweet Dreams (Are Made of This)» і «The Beautiful People» зіграли разом з Джонні Деппом, який виконував обов'язки гітариста.

### Буклет
Після співпраці з різними фотографами вирішили найняти Діна Карра, який раніше брав участь у створенні знімків до другого альбому Менсона Antichrist Superstar. Він також зняв фронтмена для фотосесії та обкладинки журналу Revolver. 16 березня 2012 Стівен Кой підтвердив через свою сторінку на Facebook завершення роботи над буклетом. Шість днів потому, 22 березня, обкладинка Born Villain уперше з'явилася на Amazon.com. Дін Карр сказав, що його фото не стало обкладинкою і її зробив інший фотограф. Born Villain — перший студійний альбом гурту, у буклеті якого відсутні тексти пісень.

## Комерційний успіх і нагороди
У США за перший тиждень продано 38 тис. копій. У Великій Британії альбом, з результатом у майже 7 тис. проданих копій за перший тиждень, посів 14-те місце національного чарту, що на п'ять сходинок вище позиції попередньої студійної платівки The High End of Low. Результат продажу в Японії за перший тиждень становить 5825 копій. За засновником Cooking Vinyl, Мартіном Ґолдшмідтом, станом на грудень 2013 наклад у США — щонайменше 120 тис.
Альбом отримав нагороду від Loudwire у номінації «Рок-альбом 2012 р.». Born Villain отримав більшість голосів з результатом у 31,71 % «за». Друге місце: House of Gold & Bones — Part 1 Stone Sour (18,88 %). Крім того, «No Reflection» номінували на «Рок-пісню 2012 р.» (3-тє місце) та «Рок-відео 2012 р.» (перемога). Композиція також була претендентом на Ґреммі у 2013. Born Villain номінували на Golden Gods Awards 2013 у категорії «Альбом року».

## Hey Cruel World… Tour/Twins of Evil Tour/Masters of Madness Tour
Для підтримки виходу альбому гурт анонсував свій 13-ий тур під назвою Hey Cruel World... Tour. Він є 9-им міжконтинентальним турне групи. Під час нього також розпочався Twins of Evil Tour — спільний концертний тур Marilyn Manson та Роба Зомбі.
8 березня 2013 Менсон офіційно підтвердив літнє спільне турне з шок-рокером Елісом Купером, Masters of Madness: Shock Therapy Tour 2013.

## Список пісень
Автор слів: Мерілін Менсон.
| #   | Назва                                      | Автор музики                   | Тривалість |
| --- | ------------------------------------------ | ------------------------------ | ---------- |
| 1.  | «Hey, Cruel World...»                      | Твіґґі, Вренна                 | 3:44       |
| 2.  | «No Reflection»                            | Менсон, Твіґґі, Вренна         | 4:36       |
| 3.  | «Pistol Whipped»                           | Менсон                         | 4:10       |
| 4.  | «Overneath the Path of Misery»             | Менсон, Твіґґі, Вренна         | 5:18       |
| 5.  | «Slo-Mo-Tion»                              | Менсон, Саблан, Твіґґі, Вренна | 4:24       |
| 6.  | «The Gardener»                             | Твіґґі, Вренна                 | 4:39       |
| 7.  | «The Flowers of Evil»                      | Твіґґі, Вренна                 | 5:19       |
| 8.  | «Children of Cain»                         | Менсон                         | 5:17       |
| 9.  | «Disengaged»                               | Менсон                         | 3:25       |
| 10. | «Lay Down Your Goddamn Arms»               | Твіґґі, Вренна                 | 4:13       |
| 11. | «Murderers Are Getting Prettier Every Day» | Твіґґі, Вренна                 | 4:18       |
| 12. | «Born Villain»                             | Менсон, Твіґґі, Вренна         | 5:26       |
| 13. | «Breaking the Same Old Ground»             | Твіґґі, Вренна                 | 4:28       |

| Бонус-трек | Бонус-трек                              | Бонус-трек   | Бонус-трек |
| #          | Назва                                   | Автор        | Тривалість |
| ---------- | --------------------------------------- | ------------ | ---------- |
| 14.        | «You're So Vain» (з участю Johnny Depp) | Карлі Саймон | 4:02       |

## Учасники
- Мерілін Менсон — вокал, тексти пісень, гітара, клавішні, звукорежисер, дизайн, продюсер
- Твіґґі — гітара, бас-гітара, клавішні, бек-вокал
- Кріс Вренна — клавішні, синтезатори, барабани, звукорежисер, співпродюсер
- Фред Саблан — бас-гітара, гітара
- Джонні Депп — гітара, барабани («You're So Vain»)
- Джейсон Саттер — барабани («You're So Vain»)
- Брюс Віткін — гітара, бас-гітара, клавішні («You're So Vain»)
- Кінан Ваєтт — звукорежисер («You're So Vain»)
- Аґата Александер — автор логотипу
- Том Бейкер — мастеринг
- Шон Біван — зведення
- Стів Кой — дизайн, артдиректор
- Майк Райлі — звукорежисер
- Ліндсі Юсіч — фотограф

## Чартові позиції
| Чарт (2012)                  | Найвища позиція |
| ---------------------------- | --------------- |
| Австралія                    | 16              |
| Австрія                      | 4               |
| Бельгія (Валлонія)           | 15              |
| Бельгія (Фландрія)           | 32              |
| Велика Британія              | 14              |
| UK Rock Chart                | 1               |
| Данія                        | 23              |
| Ірландія                     | 38              |
| Іспанія                      | 28              |
| Італія                       | 11              |
| Канада                       | 8               |
| Мексика                      | 33              |
| Нідерланди                   | 27              |
| Німеччина                    | 5               |
| Нова Зеландія                | 19              |
| Норвегія                     | 24              |
| Польща                       | 18              |
| Португалія                   | 29              |
| Росія                        | 13              |
| США (Billboard 200)          | 10              |
| Billboard Alternative Albums | 2               |
| Billboard Digital Albums     | 10              |
| Billboard Hard Rock Albums   | 1               |
| Billboard Independent Albums | 1               |
| Billboard Rock Albums        | 3               |
| Billboard Tastemaker Albums  | 4               |
| Фінляндія                    | 18              |
| Франція                      | 6               |
| Хорватія                     | 30              |
| Чехія                        | 30              |
| Швейцарія                    | 2               |
| Швеція                       | 21              |
| Шотландія                    | 17              |
| Японія                       | 18              |

### Річні чарти
| Країна (2012) | Позиція |
| ------------- | ------- |
| Росія         | 42      |

## Історія виходу
| Реґіон          | Дата           | Лейбл                 | Каталог               |
| --------------- | -------------- | --------------------- | --------------------- |
| Японія          | 25 квітня 2012 | Victor Entertainment  | VICP65058             |
| Німеччина       | 27 квітня 2012 | Universal Records     | B007JPE14K            |
| Світ            | 30 квітня 2012 | Cooking Vinyl Records | B007KL8WAM B007KIZ6IG |
| Велика Британія | 30 квітня 2012 | Cooking Vinyl Records | COOKCD554             |
| Канада          | 1 травня 2012  | Dine Alone Records    | —                     |
| США             | 1 травня 2012  | Cooking Vinyl Records | B007KL8WAM B007KIZ6IG |
| Австралія       | 4 травня 2012  | Cooking Vinyl Records | CTX666CD              |
| Україна         | 31 травня 2012 | Moon Records          | MR 5451-2             |